# サム・マソニック
サム・マソニック（Sam Muchnick 、1905年8月22日 - 1998年12月30日）は、アメリカ合衆国のプロレスプロモーター。ウクライナ生まれのユダヤ人だが幼いころにアメリカに移住しミズーリ州セントルイスで育った。後にセントルイス地区のプロレスのプロモーターとなり、セントルイス・レスリング・クラブを主宰した。その一方、NWAの発足メンバーとなり、1950年～1960年・1963年～1975年の通算22年という長期間にわたってNWAの会長を務めた。マソニックの会長時代にNWAは全米はもとよりカナダ、メキシコ、日本にまで加盟組織を持ち、NWA世界ヘビー級王座がプロレス界における世界最高峰の王座とされるに至った。1974年1月に全日本プロレスが当時のNWA世界王者ジャック・ブリスコ・前王者ハーリー・レイス・元王者ドリー・ファンク・ジュニアを招聘したNWAチャンピオン・シリーズをはじめとしてNWA会長として日本を訪問したこともある。1982年1月1日の興行を最後にボブ・ガイゲルとハーリー・レイスに団体を譲渡して引退。1998年にセントルイスで死去した。没後の2005年にNWA殿堂に迎えられている。